# الكوم الأخضر (المنيا)
قرية الكوم الأخضر  هي إحدي القرى التابعة لمركز مغاغة بمحافظة المنيا في جمهورية مصر العربية. حسب إحصاءات سنة 2006، بلغ إجمالي السكان في الكوم الأخضر 4164 نسمة، منهم 2168 رجل و1996 امرأة.